# Третя ракета (фільм)
«Третя ракета» (рос. «Третья ракета») — білоруський радянський художній фільм 1963 року режисера Річарда Вікторова за однойменною повістю Василя Бикова.

## Сюжет
Білорусь під час німецько-радянської війни. В результаті німецького наступу радянські війська відступили і розрахунок протитанкової гармати виявився на три доби відрізаним від своїх...

## У ролях
- Станіслав Любшин
- Георгій Жжонов
- Спартак Федотов
- Надія Семенцова
- Ігор Комаров
- Юрій Дубровін
- Леонід Давидов-Субоч

## Творча група
- Сценарій: Василь Биков
- Режисер: Річард Вікторов
- Оператор: Андрій Кирилов, Микита Хубов
- Композитор: Євген Глєбов